# 凯姆河
凯姆河（俄语：Кемь）是俄羅斯卡累利阿共和國的河流，由下奎托湖流經數個湖泊到白海，沿海建有5間水力發電廠，凯姆鎮位於凯姆河河口，支流有奇爾卡凱姆河、克帕河和雄巴河（Шомба）。